# Sabacon martensi
Sabacon martensi is een hooiwagen uit de familie Sabaconidae.